# Joe Mantegna
Joseph Anthony Mantegna, detto Joe (Chicago, 13 novembre 1947), è un attore, doppiatore e regista statunitense.

## Biografia
Nato in una famiglia italo-americana nell'Illinois (il padre, Joseph Anthony Mantegna (1913-1971), assicuratore, era di Calascibetta, nel libero consorzio comunale di Enna, morto di tubercolosi nel 1971, e la madre, Mary Ann Novelli (1916-2017), di Acquaviva delle Fonti, nella città metropolitana di Bari).
Debuttò nel 1969 nella commedia musicale Hair. Frequentò la Morton East High School a Cicero e entrò a far parte della scuola d'arte drammatica Goodman School of Drama.
Sposatosi nel 1975 con la ristoratrice Arlene Vrhel, ha due figlie, una delle quali, Mia, è autistica; l'altra, Gia, ha incominciato la carriera cinematografica lavorando accanto al padre.
Esordì a Broadway in Working nel 1978 e nel 1984 ha vinto il Tony Award per l'interpretazione di Richard Roma in Glengarry Glen Ross di David Mamet.
Il suo esordio cinematografico fu in Medusa Challenger nel 1977; dopo varie interpretazioni (tra cui La casa dei giochi del 1987), nel 1988 ha vinto (insieme con Don Ameche) la Coppa Volpi per la migliore interpretazione maschile alla Mostra del Cinema di Venezia per il film Le cose cambiano. Per la versatilità delle sue interpretazioni, ha recitato nella parte del disc jockey Ian the Shark nel film Airheads, interprete in Baby Birba - Un giorno in libertà, nel 1989 ha partecipato al film Le ragioni del cuore e nel 1990 ha interpretato Joey Zasa nel film Il padrino - Parte III di Francis Ford Coppola.
In Italia per il cinema ha interpretato il Pontormo nell'omonimo film con la regia di Giovanni Fago. Il 26 aprile 2004 ha ricevuto il premio "Lifetime Achievement Award" al Los Angeles Italian Film Festival.
Nella versione americana del cartoon I Simpson presta la voce a Tony Ciccione.
L'11 agosto 2007 ha sostituito Mandy Patinkin in Criminal Minds, interpretando l'agente speciale supervisore David Rossi. Ne ha inoltre diretto diversi episodi.
Il 29 aprile 2011 ha ricevuto una stella sulla Hollywood Walk of Fame di Los Angeles.

## Filmografia parziale

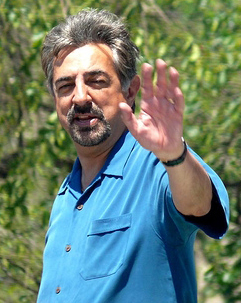
Joe Mantegna al National Memorial Day Parade 2008

### Attore

#### Cinema
- Casa, dolce casa? (The Money Pit), regia di Richard Benjamin (1986)
- Un poliziotto fuori di testa (Off Beat), regia di Michael Dinner (1986)
- I tre amigos! (¡Three Amigos!), regia di John Landis (1986)
- La casa dei giochi (House of Games), regia di David Mamet (1987)
- Suspect - Presunto colpevole (Suspect), regia di Peter Yates (1987)
- Prognosi riservata (Critical Condition), regia di Michael Apted (1987)
- Le cose cambiano (Things Change), regia di David Mamet (1988)
- Le ragioni del cuore (Wait Until Spring, Bandini), regia di Dominique Deruddere (1989)
- Il padrino - Parte III (The Godfather: Part III), regia di Francis Ford Coppola (1990)
- Alice, regia di Woody Allen (1990)
- Sognando Manhattan (Queens Logic), regia di Steve Rash (1991)
- Homicide, regia di David Mamet (1991)
- Bugsy, regia di Barry Levinson (1991)
- Body of Evidence - Il corpo del reato (Body of Evidence), regia di Uli Edel (1993)
- In cerca di Bobby Fischer (Searching for Bobby Fischer), regia di Steven Zaillian (1993)
- Baby Birba - Un giorno in libertà (Baby's Day Out), regia di Patrick Read Johnson (1994)
- Airheads - Una band da lanciare (Airheads), regia di Michael Lehmann (1994)
- Forget Paris, regia di Billy Crystal (1995)
- Underworld - Vendetta sotterranea (Underworld), regia di Roger Christian (1996)
- La prossima vittima (Eye for a Eye), regia di John Schlesinger (1996)
- Qualcosa di personale (Up Close & Personal), regia di Jon Avnet (1996)
- L'occhio del male (Thinner), regia di Tom Holland (1996)
- Jerry and Tom, regia di Saul Rubinek (1998)
- Il meraviglioso abito color gelato alla panna (The Wonderful Ice Cream Suit), regia di Stuart Gordon (1998)
- Celebrity, regia di Woody Allen (1998)
- Errore di giudizio (Error in Judgment), regia di Scott P. Levy (1999)
- Liberty Heights, regia di Barry Levinson (1999)
- Una valigia a 4 zampe (More Dogs Than Bones), regia di Michael Browning (2000)
- Pontormo, regia di Giovanni Fago (2004)
- 9 vite da donna (Nine Lives), regia di Rodrigo García (2005)
- Edmond, regia di Stuart Gordon (2005)
- The Kid & I, regia di Penelope Spheeris (2005)
- Elvis and Anabelle (2007)
- Cougar Club, regia di Christopher Duddy (2007)
- The Last Hit Man, regia di Christopher Warre Smets] (2008)
- My Suicide, regia di David Lee Miller (2008)
- Redbelt, regia di David Mamet (2008)
- Lonely Street, regia di Peter Ettinger (2009)
- The House That Jack Built, regia di Bruce Reisman (2009)
- The Assistants, regia di Steve Morris (2009)
- Appuntamento con l'amore (Valentine's Day) regia di Garry Marshall (2010) - cameo non accreditato
- Compulsion, regia di Egidio Coccimiglio (2013)
- The Bronx Bull, regia di Martin Guigui (2016)

#### Televisione
- Ai confini della realtà (The Twilight Zone) – serie TV, episodio 2x16 (1987)
- The Water Engine, regia di Steven Schachter - film TV (1992)
- The Comrades of Summer, regia di Tommy Lee Wallace - film TV (1992)
- Fallen Angels - serie TV, episodio 1x03 (1993)
- Al di sopra di ogni sospetto (Above Suspicion), regia di Steven Schather - film TV (1995)
- Rat Pack - Da Hollywood a Washington (The Rat Pack), regia di Rob Cohen - film TV (1998)
- Joan of Arcadia - serie TV, 45 episodi (2003-2005)
- The Starter Wife - serie TV, 6 episodi (2007)
- Criminal Minds - serie TV, 334 episodi (2007-in corso) David Rossi
- Criminal Minds: Beyond Borders - serie TV, 2 episodi (2016) David Rossi
- Barry – serie TV, episodi 3x04-3x05 (2022)

#### Documentari
- This Old Cub, regia di Jeff Santo (2004)

### Doppiatore
- I Simpson - serie TV animata, 28 episodi (1991-2017)
- Kim Possible - serie TV animata, 1 episodio (2006)
- I Simpson - Il film (The Simpons Movie), regia di David Silverman (2007)
- Who's Wagging Who?, regia di Robin Anderson (2008) - cortometraggio
- Cars 2 (2011)

### Regista
- Lakeboat (2000)
- Criminal Minds - serie TV, 8 episodi (2014-in corso)

## Doppiatori italiani
Nelle versioni in italiano delle opere in cui ha recitato, Joe Mantegna è stato doppiato da:
- Francesco Pannofino in L'ultimo padrino, Suspect - Presunto colpevole, Le cose cambiano, Prognosi riservata, Qualcosa di personale, Insoliti criminali, Una valigia a quattro zampe, Joan of Arcadia, The Starter Wife
- Gino La Monica in Liberty Heights, Criminal Minds, Criminal Minds: Beyond Borders
- Marco Mete in Bugsy, Il padrino - Parte III, Barry
- Eugenio Marinelli in Airheads - Una band da lanciare, Rat Pack - Da Hollywood a Washington
- Gianni Williams in Casa, dolce casa?
- Paolo Bessegato in L'occhio del male
- Carlo Valli in Alice
- Stefano De Sando in Laguna
- Gianni Giuliano in Face Down, Al di là di ogni sospetto
- Oreste Rizzini in Celebrity
- Paolo Maria Scalondro in In cerca di Bobby Fischer
- Domenico Strati in Errore di giudizio
- Massimo Dapporto in Off Key - Tre tenori
- Omero Antonutti in Pontormo
- Michele Gammino in Fallen Angels, Thin Air, Redbelt
- Vittorio Di Prima ne I tre amigos
- Sergio Di Stefano in 9 vite da donna, Edmond
- Fabrizio Pucci ne La prossima vittima
- Angelo Nicotra in Forget Paris
- Nino Prester in Frasier
- Raffaele Uzzi in Un poliziotto fuori di testa
- Giorgio Lopez in Body of Evidence - Corpo del reato, Baby Birba - Un giorno in libertà
- Dario Penne in Corte suprema, La casa dei giochi
- Massimo Corvo in Queen, Sognando Manhattan
- Roberto Pedicini in Aspetta primavera, Bandini, Homicide
- Stefano Mondini in Stateside - Anime ribelli
- Massimo Rossi in A.A.A. Babbo Natale cercasi

Da doppiatore è sostituito da:
- Roberto Draghetti ne I Simpson (fino alla stagione 31)
- Mario Cordova ne I Simpson (st. 32)
- Stefano De Sando ne I Simpson (st. 33+)
- Tonino Accolla ne I Simpson - Il film
- Alberto Caneva in Cars 2
- Nino Prester in Frasier
- Mauro Bosco in Kim Possible